# Rhingiopsis nasuta
Rhingiopsis nasuta är en tvåvingeart som beskrevs av Günther Enderlein 1914. Rhingiopsis nasuta ingår i släktet Rhingiopsis och familjen vapenflugor. Inga underarter finns listade i Catalogue of Life.